# Palatka (Florida)
Palatka è una città degli Stati Uniti d'America, situata in Florida, nella Contea di Putnam, della quale è il capoluogo.